# 植垣米菓
植垣米菓株式会社（うえがきべいか）は、兵庫県神戸市長田区に本社を置く米菓メーカーである。

## 概要
関西に地盤を置く米菓メーカーとしてその名を知られる。創業から一貫して米菓を製造し続けており、特に1930年（昭和5年）からのロングランヒット商品『鶯ボール』で知られる。現在もなお、『うえがき』のロゴと共にウグイスの意匠が施されており、このロゴは昔から変わっていない。2007年に創業100周年を迎えた。
『神戸弥奈刀屋（こうべみなとや）』というもう1つのブランド名で、贈答用高級菓子も販売している。神戸・加古川に販売所兼営業所があり、通信販売もしている。また、『鶯ボール』などの一部製品は東京都内ではアンテナショップ『兵庫わくわく館』（東京交通会館地下1階）でも販売されている。
また,上野の『二木の菓子第一営業所』,豊洲の『フードストアあおき 東京豊洲店』,武蔵境の『TAIRAYA武蔵境店』,八王子の『エコス大横店』(平成29年5月確認）でも購入することができる。
CMは兵庫県の地元局・サンテレビジョンにて放送されており、サウンドロゴはウグイス の鳴き声に子供の声で「うえがきだよ。」で締めている。

## 沿革
- 1907年（明治40年）3月 - 植垣与市右衛門が現在の神戸市兵庫区下沢通7丁目で米菓製造を開始
- 1922年（大正11年） - 現在の神戸市長田区西尻池町3丁目1番3号に移転
- 1932年（昭和7年） - 合名会社植垣商店を設立
- 1943年（昭和18年）4月 - 戦時体制のため軍より神戸市西部米菓9社の企業合同製造所に指定
- 1945年（昭和20年）10月 - 米菓・学校給食・冷菓の製造を開始
- 1958年（昭和33年）10月 - 現在の神戸市長田区西尻池町5丁目3番30号に工場新築移転
- 1960年（昭和35年）2月 - 株式会社植垣商店に改組
- 1968年（昭和43年）6月 - 植垣米菓株式会社に商号変更
- 1998年（平成10年）10月 - 加古川市平岡町高畑520-10に新工場建設移転
- 2001年（平成13年）2月 - JAS 有機農産物加工食品製造業者の有機認定取得
- 2002年（平成14年）12月 - 本社を神戸市長田区西尻池町3丁目1番3号に移転
- 2012年（平成24年）11月 - 兵庫県認証食品承認
- 2015年（平成27年）7月 - 経営認証評価制度導入認定、ひょうご優良経営奨励賞受賞
- 2018年（平成30年）5月 - ISO9001認証取得

## 鶯ボール
同社の代表的的商品であり、戦前から存在する商品としてその名を知られている。当時は時代を反映し、「爆弾ボール」または「肉弾ボール」の名前で販売されていた。終戦後、時代に似つかわしくないことから商標名を変更。形が梅の花に似ていることから、「梅に鶯」の連想で「鶯ボール」となった。大阪出身のゆでたまご作の漫画『キン肉マン』にて主人公のキン肉マンがウォーズマンに向かって「鶯ボール」と叫ぶシーンがある。このように現在も関西では知らない人がいないほど親しまれる米菓であるが、関東や東北ではあまり知られておらず、2007年4月8日放送の「あっぱれ!!さんま大教授」（フジテレビ）でピックアップされた。現在はオフィスグリコのラインナップに取り入れられている。
この鶯ボールから生まれたキャラクター『かりんちゃん』と『こりんちゃん』のぬいぐるみも販売している。
JR新大阪駅構内にあるエキマルシェ新大阪内に「うぐいすボール直営店」を出店し、抹茶味やきな粉味の鶯ボールが計量販売されている。

## その他の商品
無添加製法によるあられ、市販ファミリー向けの米菓をレパートリーとして揃えている。
- わさび鉄火 - ツーンと鼻に抜けるような強烈な辛さで知られ、TV番組の「松紳」（日本テレビ）、「タモリ倶楽部」（テレビ朝日）で紹介された。
- うにわさび -　わさび鉄火の姉妹品としてワサビの辛さを抑え、ウニの旨味を凝縮。
- 裂火わさび - ラジオ番組『ばんばひろふみ!ラジオ・DE・しょー!』（ラジオ関西）のゲームコーナー内で罰ゲームとして使われたことで知られる。
- 六甲花吹雪
- オリーブの花
- 港好み
- マヨネーズおかき
- ひなあられ（季節限定）

## 事業所
- 本社 - 兵庫県神戸市長田区西尻池町3-1-3
- 本部・工房 - 兵庫県加古川市岡町高畑520-10